# Caro (Morbihan)
Caro (bret. Karozh) to miejscowość i gmina we Francji, w regionie Bretania, w departamencie Morbihan.
Według danych na rok 1990 gminę zamieszkiwały 1053 osoby, a gęstość zaludnienia wynosiła 28 osób/km² (wśród 1269 gmin Bretanii Caro plasuje się na 560. miejscu pod względem liczby ludności, natomiast pod względem powierzchni na miejscu 170.).